# Чизмен, Гвен
Гвен Венц Чизмен (в замужестве — Александер) (англ. Gwen Wentz Cheeseman (Alexander), 13 августа 1951, Гаррисберг, Пенсильвания, США) — американская хоккеистка (хоккей на траве), вратарь. Бронзовый призёр летних Олимпийских игр 1984 года.

## Биография
Гвен Чизмен родилась 13 августа 1951 года в американском городе Гаррисберг.
В 1973 году окончила Вестчестерский государственный колледж, где играла в хоккей на траве, баскетбол и лякросс.
В 1972—1981 и 1982—1984 годах выступала за сборную США.
В 1980 году вошла в состав женской сборной США по хоккею на траве на летних Олимпийских играх в Москве, однако Штаты бойкотировали Олимпиаду.
В 1984 году вошла в состав женской сборной США по хоккею на траве на летних Олимпийских играх в Лос-Анджелесе и завоевала бронзовую медаль. Играла на позиции вратаря, провела 5 матчей, пропустила 7 мячей (три от сборной Австралии, два — от Нидерландов, по одному — от Канады и ФРГ).
Участвовала в национальных спортивных фестивалях 1978, 1979 и 1983 годах.
В дальнейшем курировала хоккей на траве и лякросс в университете Темпл в Филадельфии. Работала тренером американских клубных и университетских команд.